# Álava

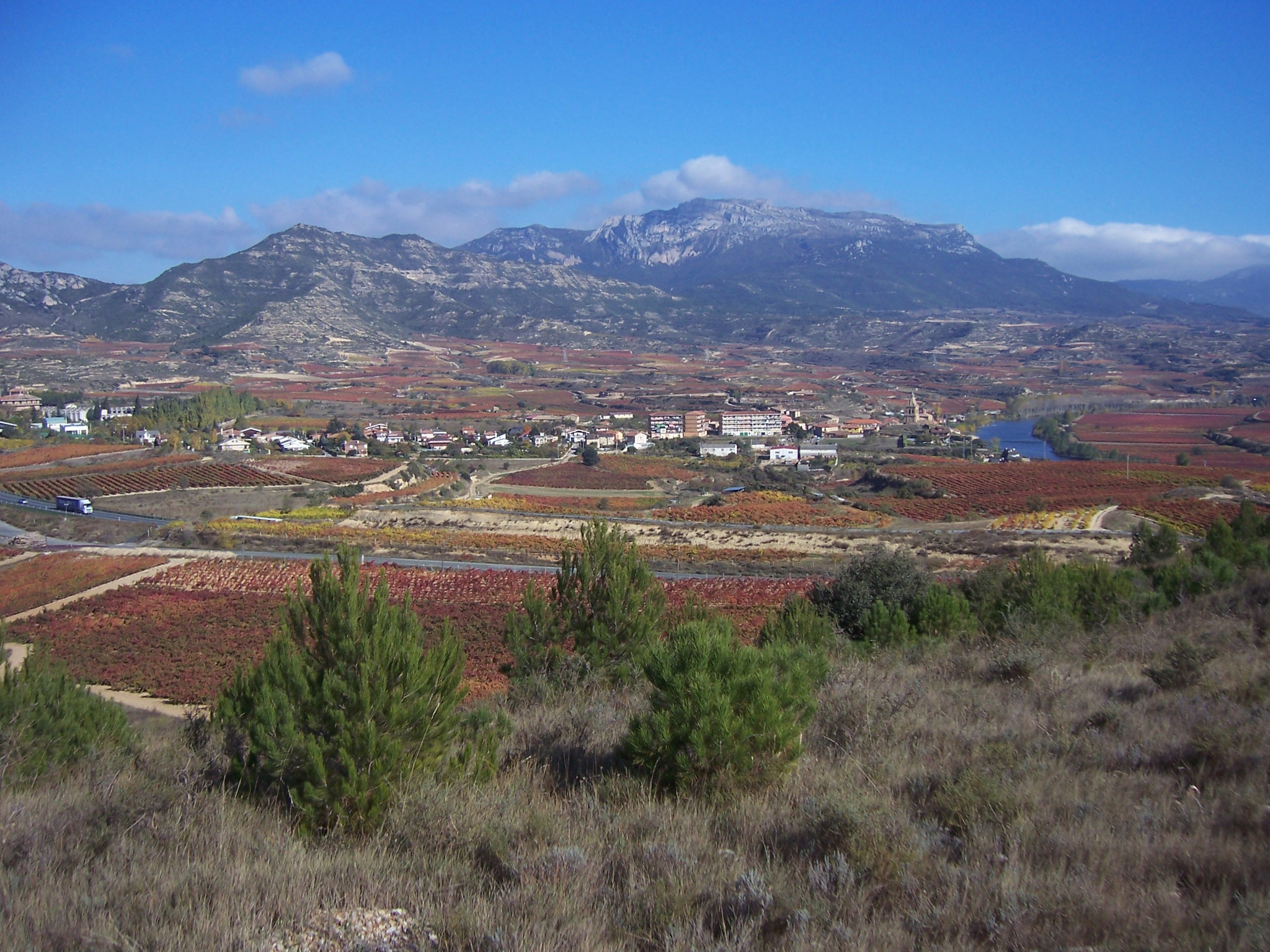
Ort Briñas und die Sierra de Toloño

Álava (baskisch Araba) ist die südlichste der drei Provinzen der autonomen Gemeinschaft Baskenland in Spanien. Álava hat eine Fläche von 3.032,34 km² und 339.137 Einwohnern (Stand: 2024). Die Hauptstadt ist Vitoria-Gasteiz. Im Zentrum der Provinz befindet sich die ca. 260 km² große zur Provinz Burgos gehörende Exklave Condado de Treviño.

## Geographie
Álava grenzt an die baskischen Provinzen Vizcaya und Guipúzcoa im Norden, im Westen an die Provinz Burgos (Kastilien-León), im Süden an die Region Rioja und im Osten an Navarra.
Álava erstreckt sich vom Kantabrischen Gebirge im Norden bis zum Ebro-Tal im Süden. Das regenreiche (zwischen 850 und 1300 mm/Jahr) Klima der Provinz stellt einen Übergang vom Maritimklima der Atlantikküste im Norden zum Kontinentalklima der kastilischen Hochebene im Süden dar. Innerhalb von Álava sind daher auf geringem Raum sehr unterschiedliche Ökosysteme anzutreffen. Die nördlichen Täler (z. B. das Nervión-Tal oder das Tal von Aramaio) sind von grünen Weiden und Laubwäldern (vor allem Rotbuchen) geprägt, die mittleren Gebiete der Llanada Alavesa (Hochebene von Álava) und Treviño sind bereits wesentlich trockener, das Klima des Ebrobeckens mit der angrenzenden Provinz La Rioja ist bereits durchweg kontinental.
Álava ist von Ausläufern des Kantabrischen Gebirges durchzogen, deren Gebirgsketten in der Regel von Osten nach Westen verlaufen und häufig Wetterscheiden darstellen. Die höchste Erhebung der Provinz ist der Berg Gorbea mit 1481 msnm. Das Gebiet ist allgemein hügelig bis bergig, das offizielle Verzeichnis der baskischen Berge zählt für Álava 127 Gipfel zwischen 600 m und 1.480 m Höhe. Das zentrale Gebiet in Álava ist die Hochebene Llanada Alavesa, die sich auf ca. 550 m Höhe befindet.
Der wichtigste Fluss der Provinz ist der Ebro, der die südliche Grenze des Baskenlandes darstellt. Der Fluss Zadorra durchkreuzt die Hochebene von Álava, streift die Hauptstadt Vitoria und mündet bei Miranda de Ebro in den Ebro. Weitere wichtige Flüsse der Provinz sind der Nervión und der Bayas.

## Geschichte

Aufteilung des Baskenlandes
(im weiteren Sinne):
Autonome Region Baskenland
Autonome Region Navarra
Französisches Baskenland

Durch Álava verläuft seit der Steinzeit eine der Hauptverbindungen der Iberischen Halbinsel mit dem restlichen europäischen Kontinent. Zeugnisse der frühen Besiedlung des Raumes sind die Alava Dolmen. In der Antike besiedelten die Römer das Gebiet der heutigen Provinz, deren Zeugnis die Siedlung Iruña-Veleia in der Llanada Alavesa rund 8 km südwestlich der heutigen Stadt Vitoria ist. Mit dem Zerfall des Römischen Reiches hinterließen Sueben, Alanen, Vandalen und Westgoten während der Völkerwanderung Spuren in Álava.
Vom 8. bis zum 10. Jahrhundert beherrschten die Mauren zeitweise die baskische Provinz. Der muslimischen Historiker Ibn al-Athir berichtet, dass Alava und die dortigen Festungen im Jahr 838 von den Mauren unter Abd ar-Rahman II., dem Herrn von Andalusien, erobert, gebrandschatzt und teilweise entvölkert wurde. Seit dem 9. Jahrhundert gewannen die Fürsten von Kastilien und Navarra an Einfluss und verdrängten schließlich die Mauren (reconquista). Vom 10. Jahrhundert an gehörte Álava abwechselnd zu den Königreichen von Kastilien und Navarra, doch Navarra verlor mit der Zeit an Stärke, so dass die Provinz im Jahr 1332 endgültig an Kastilien fiel.
Trotz der Zugehörigkeit zu Kastilien und damit später zu Spanien konnte Álava bis ins 19. Jahrhundert eine Reihe von Sonderrechten (span. fueros) bewahren. Diese Sonderrechte leben bis zur heutigen Zeit in den Rechten der autonomen Regionen Baskenland und Navarra fort.
In den Jahren 870 bis 1088 war Alava, wo der Mozarabische Ritus vorherrschend war, Bischofssitz. Der Mozarabische Ritus wurde im Jahr 1074 durch Papst Gregor VII. verboten und auf einem Konzil in Burgos (1080) wurde der Römische Ritus für ganz Spanien als verbindlich erklärt.

## Bevölkerung

### Orte und Gemeinden
Die Hauptstadt und einzige größere Stadt der Provinz mit 257.968 Einwohnern (Stand: 2024) ist Vitoria-Gasteiz, wo über 75 % der Bevölkerung von Álava ihren Wohnsitz hat. Vitoria ist zugleich die Hauptstadt des Baskenlandes. Neben Vitoria sind in Álava die Orte Laudio, Amurrio und Agurain von Bedeutung.
Größte Gemeinden
| Gemeinde | Spanischer Name | Einwohner (2024) |
| -------- | --------------- | ---------------- |
| Gasteiz  | Vitoria         | 257.968          |
| Laudio   | Llodio          | 17.982           |
| Amurrio  | Amurrio         | 10.330           |

Kleinste Gemeinde ist Añana mit 142 Einwohnern.

### Sprache
Die Bevölkerung von Álava ist, anders als in den beiden baskischen Provinzen Vizcaya und Guipúzcoa, weitgehend spanischsprachig. Baskisch wird vor allem im Aramaio-Tal und vereinzelt in Legutio, aber auch in der Hauptstadt Vitoria von einigen Zuwanderern, bedingt durch die baskische Regierung und die Universität, gesprochen. 2001 gaben 93,6 % der Bevölkerung von Álava Spanisch als Muttersprache an, 1,9 % Baskisch und 3,5 % Spanisch und Baskisch.

## Verwaltungsgliederung

### Comarcas

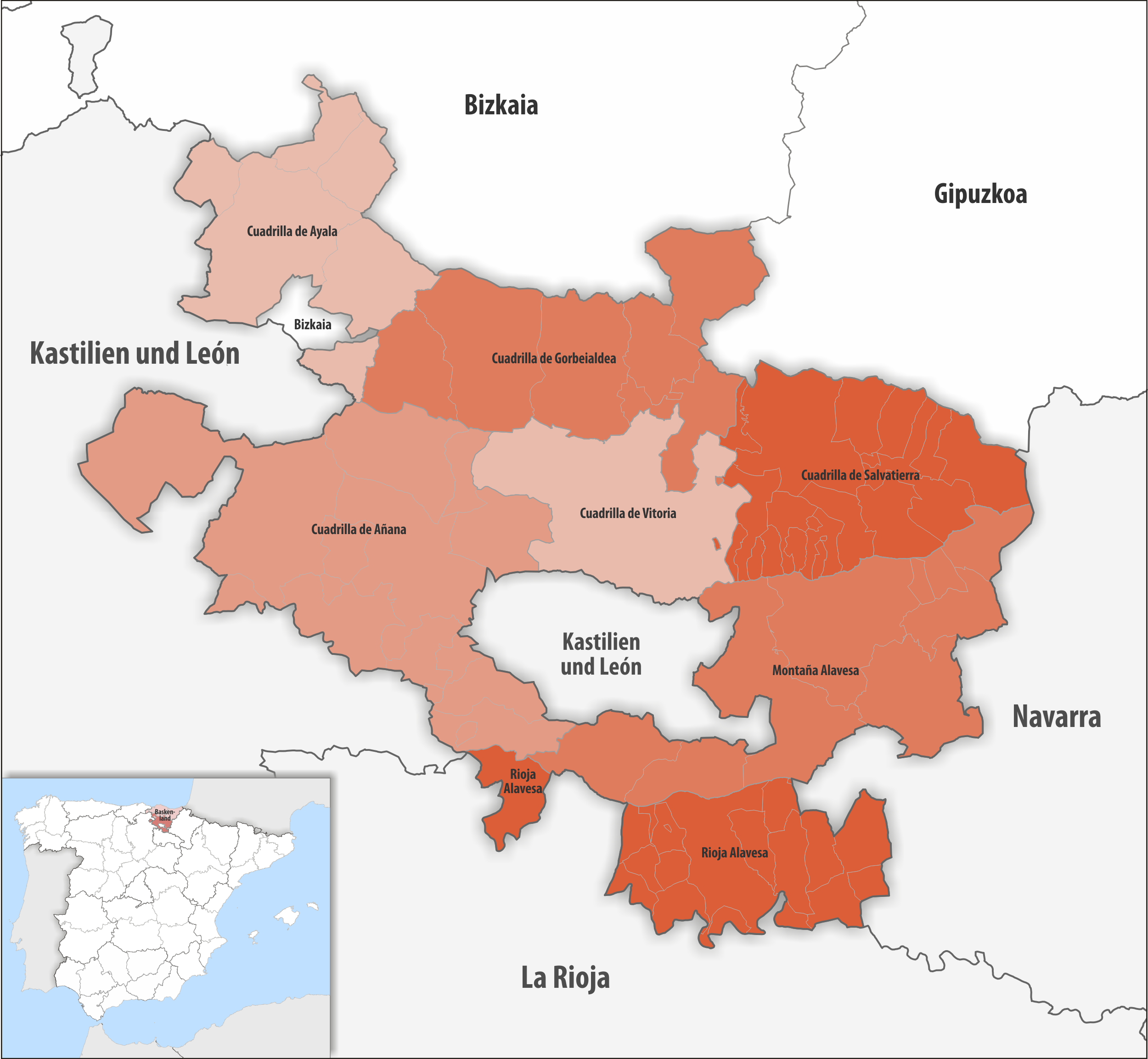
Comarcas in der Provinz Álava

| Comarca                  | Gemeinden | Einwohner (2024) | Fläche km² | Dichte Einw./km² | Hauptort                    |
| ------------------------ | --------- | ---------------- | ---------- | ---------------- | --------------------------- |
| Cuadrilla de Añana       | 10        | 9.605            | 718,62     | 13               | Ribera Baja/Erribera Beitia |
| Cuadrilla de Ayala       | 5         | 34.304           | 332,17     | 103              | Ayala (Aiara)               |
| Cuadrilla de Gorbeialdea | 6         | 10.192           | 461,58     | 22               | Zuia                        |
| Cuadrilla de Salvatierra | 8         | 12.725           | 396,99     | 32               | Agurain                     |
| Cuadrilla de Vitoria     | 1         | 257.968          | 276,81     | 932              | Vitoria-Gasteiz             |
| Montaña Alavesa          | 6         | 3.139            | 530,32     | 6                | Campezo/Kanpezu             |
| Rioja Alavesa            | 15        | 11.204           | 315,85     | 35               | Laguardia                   |
| Provinz Araba/Álava      | 51        | 339.137          | 3.032,34   | 112              | Vitoria-Gasteiz             |

### Gerichtsbezirke

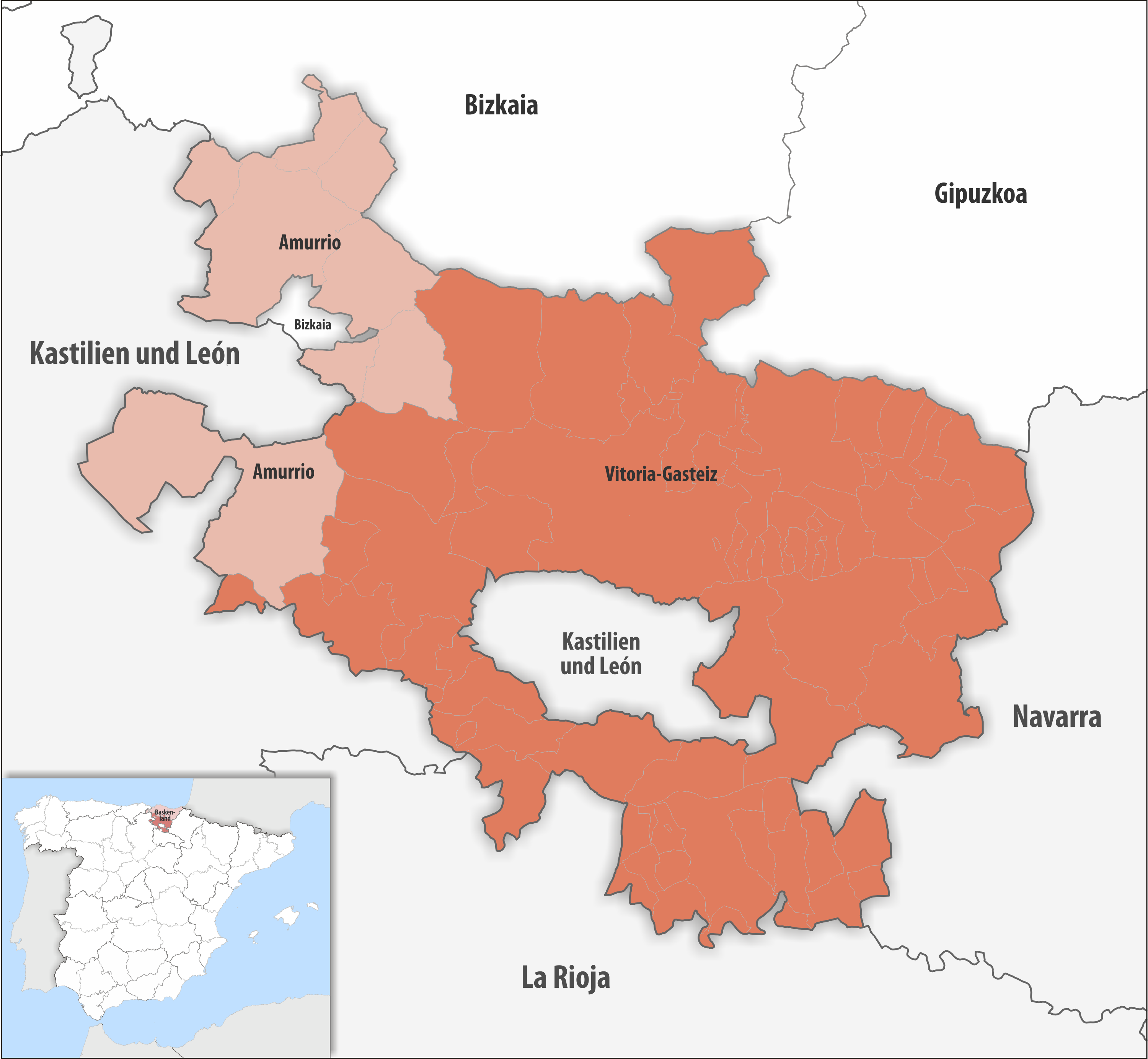
Gerichtsbezirke in der Provinz Álava

| Gerichtsbezirk      | Gemeinden | Einwohner (2024) | Fläche km² | Dichte Einw./km² | Hauptquartier   |
| ------------------- | --------- | ---------------- | ---------- | ---------------- | --------------- |
| Amurrio             | 7         | 36.838           | 630,93     | 58               | Amurrio         |
| Vitoria-Gasteiz     | 44        | 302.299          | 2.401,41   | 126              | Vitoria-Gasteiz |
| Provinz Araba/Álava | 51        | 339.137          | 3.032,34   | 112              | Vitoria-Gasteiz |

## Enklave Condado de Treviño
Neben den genannten Cuadrillas befindet sich inmitten der Provinz Álava die Enklave Condado de Treviño, die aus historischen Gründen zur kastilischen Provinz Burgos gehört. Der Condado de Treviño ist Objekt eines politischen Streits zwischen den autonomen Regionen Kastilien-León und Baskenland, die beide die Enklave für sich beanspruchen. Viele Bewohner des Condado de Treviño sind – wenn auch weitgehend aus praktischen Gründen wegen der unmittelbaren Nähe der Stadt Vitoria – eher geneigt, dem Baskenland anzugehören.